# Дялу
Монастырь Дялу — женский монастырь, расположенный на холме в 6 км к северу от исторического валашского рынка у реки Яломица. Местность, которая проходит от Тырговиште к монастырю, называется «Долиной воеводы».
Считается, что в начале XV века монастырь был учреждён как мужской валашским господарем Мирчей Старым (1386—1418), храм первоначально был деревянным. Монастырь Дялу хоть и не самый известный, но один из самых богатых на исторические события в Румынии. Строительству монастырской церкви св. Николая предшествовала архиепископская церковь монастыря Куртеа де Арджеш. Архитектурно и стилистически эти две церкви очень похожи. Церковь освятил Константинопольский митрополит Нифонт II, привезенный из Эдирне в качестве валашского митрополита. Церковь была расписана в 1514—1515 годах художником Добромиром из Тырговиште (работавшим вместе с Житианом и Станчу). Считается, что архитектурный стиль монастырской церкви является продолжением стиля монастыря Козья, то есть усовершенствовал и обогатил моравский стиль. Композиция церкви послужила образцом для некоторых валашских храмов XVI и XVII века.
Монастырь был свидетелем многих исторических работ. В 1508 году иеромонах Макарий перевел в монастыре Черноевичкую типографию. Здесь в 1508 г. печаталась книга «Служебник», в 1510 г. «Октоих», а в 1512 г. печатались знаменитое «Тырговиштское четвероевангелие», все выдержанные в орфографических нормах Тырновская книжная школа. Печатная деятельность в монастыре прекратилась после 1512 г., когда Макарий был поставлен валашским митрополитом, но возобновилась в царствование Матея Басараба (1632—1654), учредившего княжескую типографию, привезенную из России. Первой печатной книгой было «Учительное евангелие» или «Сказание» (1644 г.) — Константина Преславского. Вначале княжеская типография находилась в монастыре Говора, откуда после печатания «Правила говора» была перенесена в этот традиционный центр валашского книгопечатания.
В XVI веке монастырь был важным экономическим некрополем, игравшим эту роль с 1508 года, когда был похоронен Раду Великий, основатель церкви. После этой даты здесь похоронены его сестра, брат, сын и племянник; валашский правитель Влад Утопленник (1532 г.) и Михаил Могила (1608 г.). Самое ценное, что сохранилось в монастырском склепе — это голова Михая Храбрый, привезенная сюда в 1603 году после того, как она была срублена в Турде 19 августа 1601 года валлонским офицером Якобом (Жаком) де Бури по приказу габсбургского императора Рудольфа II.
Перед этим и во время долгой войны Михай Храбрый, как опекун и протеже убитого Михаила Шайтаноглу, заключил союз со Священной Римской империей 9 июня 1598 года в монастыре Дялу, признав себя вассалом Габсбургов. Император Габсбургов, со своей стороны, обязал логистику и финансирование кампании к югу от Дуная против османов и поддержку Первого Тырновского восстания.
Монастырь Дялу рос и благоустраивался при последующих правителях: Владе Молодом (Влэдуце) (1510—1512) и Нягое Басарабе (1512—1521). В декабре 1610 года монастырь был разграблен как валашская святыня войсками трансильванского княза Габора Батори. В 1614 года господарь Раду Михня посетил пришедший в запустение Дялу и приписал к нему село с современным названием Сату-Ноу для возрождения обители за счет получаемых от села доходов (100 золотых в год).
Константин Брынковяну заново расписал монастырскую церковь, сохранив имена художников: Константин, Преда, Николае и Раду, что означает примерно ту же команду, которая расписывала Тырговиштскую епархию в 1707—1709 гг. монастырь начал распадаться. Под властью фанариотов монастырь опустел. После землетрясений 1802 и 1838 гг. Дялу был восстановлен в 1844—1854 гг. господарем Георге Бибеску. В 1863 г. монастырь упразднили. С 1879 г. Дялу начал использоваться для нужд военного ведомства. В 1912 г. при организации военного лицея здания древних келий сменили новые строения. Большой урон монастырю нанесло землетрясение в ноября 1940 г. Обвалились главы храма и верхняя часть колокольни. Реставрация 1955—1958 гг., проведенная стараниями Патриарха Румынского Иустиниана (Йоан Марина; 1948—1977), вернула храму и всему монастырскому комплексу первоначальный облик.